# Kumar Mangalam Birla
Kumar Mangalam Birla (Mumbai, 14 giugno 1967) è un imprenditore indiano, proprietario e presidente del Aditya Birla Group.

## Biografia
Kumar Mangalam Birla è figlio di Aditya Birla e membro della quarta generazione della famiglia Birla, una delle più importanti famiglie del Rajasthan e dell'intera India. Dopo aver trascorso l'infanzia tra Kolkata e Mumbai studiò al HR College of Commerce and Economics di Mumbai e alla London Business School.

## Carriera imprenditoriale
In seguito alla morte prematura del padre nel 1995 prese le redini dell'azienda di famiglia a soli 28 anni. Diversi azionisti e commentatori del settore economico trovano inappropriata la sua nomina sollevando diversi dubbi sulle capacità del giovane Kumar di saper guidare l'azienda. Tuttavia nel corso degli anni la reputazione di manager di Kumar Mangalam Birla è cresciuta vistosamente alla luce dei risultati conseguiti, avendo portato l'azienda ad espandersi in settori nuovi come Telecomunicazioni e Software oltre ad aver consolidato i settori storici (cemento, alluminio, fertilizzanti e prodotti tessili). A conferma della sua abilità basti pensare che sotto la sua gestione il fatturato è cresciuto da 2 ad oltre 30 miliardi di dollari americani
Nota la passione per lo sport ed il calcio in particolare è un accanito tifoso della Fiorentina, squadra che vorrebbe rilevare da anni.

## Vita privata e attività filantropiche
Kumar Mangalam Birla è sposato con Neerja Birla, la coppia ha tre figli: Ananyashree, Aryaman Vikram e Advaitesha. La moglie presiede alcune attività benefiche della famiglia Birla tra cui la Aditya Birla World Academy, una delle tre scuole pubbliche sostenute finanziariamente dalla famiglia Birla. Kumar è anche cancelliere del Birla Institute of Technology and Science, una università finanziata dalla sua famiglia giudicata tra le migliori della nazione.